# Saurauia macgregorii
Saurauia macgregorii är en tvåhjärtbladig växtart som beskrevs av Elmer Drew Merrill. Saurauia macgregorii ingår i släktet Saurauia och familjen Actinidiaceae. Inga underarter finns listade i Catalogue of Life.